# Stranka evropskih socialistov
Stranka evropskih socialistov (SES) je socialdemokratska evropska politična stranka. Edina članica iz Slovenije so Socialni demokrati.

## Predstavniki v Evropskem svetu
| Država      | Portret | Ime                                   | Nacionalna stranka |
| ----------- | ------- | ------------------------------------- | ------------------ |
| Portugalska |         | António Costa predsednik vlade        |                    |
| Finska      |         | Sanna Marin predsednica vlade         | SDP                |
| Švedska     |         | Magdalena Andersson predsednica vlade |                    |
| Danska      |         | Mette Frederiksen predsednica vlade   | Socialdemokratiet  |
| Španija     |         | Pedro Sánchez predsednik vlade        | PSOE               |
| Malta       |         | Robert Abela predsednik vlade         | Delavska stranka   |
| Nemčija     |         | Olaf Scholz kancler                   | SPD                |

## Stranke članice iz Slovenije
| Stranka                 | Predsednik  | Število evropskih poslancev | Število evropskih poslancev  | Število sedežev v DZ RS |
| ----------------------- | ----------- | --------------------------- | ---------------------------- | ----------------------- |
| SD - Socialni demokrati | Tanja Fajon | 2 / 8                       | - Tanja Fajon - Milan Brglez | 7 / 90                  |

## Zastopanost v institucijah Evropske unije
| Organizacija              | Institucija                                       | Zastopanost     |
| ------------------------- | ------------------------------------------------- | --------------- |
| Evropska unija            | Evropski parlament                                | 136 / 720 (19%) |
| Evropska unija            | Evropska komisija                                 | 4 / 27 (15%)    |
| Evropska unija            | Evropski svet (Heads of Government)               | 3 / 27 (11%)    |
| Evropska unija            | Svet Evropske unije (Participation in Government) |                 |
| Evropska unija            | Evropski odbor regij                              | 86 / 329 (26%)  |
| Svet Evrope (kot del SOC) | Parlamentarna skupščina                           | 157 / 612 (26%) |